# Panketal
Panketal település Németországban, azon belül Brandenburgban. Lakosainak száma 20 916 fő (2023. december 31.). Panketal Bernau bei Berlin és Ahrensfelde községekkel határos.

## Népesség
A település népességének változása:
| Lakosok száma | 19 249 | 20 390 | 20 519 | 20 658 | 20 854 | 20 916 |
|               | 2014   | 2017   | 2019   | 2021   | 2022   | 2023   |